# Мацкевич Володимир Володимирович
Володимир Володимирович Мацкевич (1 [14] грудня 1909, село Марієнталь (Marienthal), Катеринославської губернії, тепер село Придніпровське Запорізького району Запорізької області, Україна — 7 листопада 1998, Москва, Росія) — український радянський партійний і державний діяч. Член ЦК КП(б)У в 1949—1952 р. Член Політбюро ЦК КП(б)У в квітні 1950 — травні 1952 року. Член ЦК КПРС у 1956—1961  і 1966—1981 р. Депутат Верховної Ради УРСР 2—3-го скликань. Депутат Верховної Ради СРСР 3—8-го скликань.

## Біографія
Народився в родині агронома земства. У 1927 році закінчив Олександро-Гнідинську сільськогосподарську профшколу і одержав диплом агротехніка-полевода.
У 1927—1932 роках — студент Харківського зоотехнічного інституту. Під час навчання, у 1929—1930 роках працював уповноваженим із колективізації у селах Костянтинівської сільської ради Велико-Янісольського району на Донеччині, а у жовтні 1930 році працював у тваринницькому радгоспі «Червоний велетень» на Харківщині.
У 1932—1933 роках — викладач спеціальних дисциплін, заступник директора Липкуватівського технікуму Нововодолазького району Харківської області. У 1933 році — директор і викладач Маріупольського зоотехнікуму. У 1933—1938 роках — директор і викладач спеціальних дисциплін Донецького технікуму-радгоспу. У 1936 році із відзнакою закінчив вищі педагогічні курси при Московській сільськогосподарській академії.
У листопаді 1938 — 1941 року — директор Харківського зоотехнічного інституту. У вересні — жовтні 1941 року евакуював інститут до міста Алма-Ати Казахської РСР.
Член ВКП(б) з 1939 року.
У 1942—1944 роках — директор Томського зооветеринарного технікуму. У 1944 — червні 1946 року — директор Харківського зоотехнічного інституту.
У червні 1946 — січні 1947 року — 1-й заступник міністра тваринництва Української РСР із загальних питань.
20 січня — 10 лютого 1947 року — міністр тваринництва Української РСР. У лютому 1947 — січні 1949 року — заступник міністра сільського господарства Української РСР з тваринництва.
31 січня 1949 — 15 квітня 1950 року — міністр сільського господарства Української РСР.
15 квітня 1950 — 17 березня 1952 року — 1-й заступник Голови Ради Міністрів Української РСР.
У 1952—1953 роках — 1-й заступник голови виконавчого комітету Ставропольської крайової ради депутатів трудящих.
У 1953 — жовтні 1955 року — 1-й заступник міністра сільського господарства СРСР.
14 жовтня 1955 — 29 грудня 1960 року — міністр сільського господарства СРСР. Одночасно, 9 квітня — 25 грудня 1956 року — заступник голови Ради Міністрів СРСР по сільському господарстві.
У грудні 1956 — травні 1957 року — 1-й заступник голови Державної економічної комісії Ради Міністрів СРСР по поточному плануванню народного господарства. У 1957—1961 роках — заступник голови Державного планового комітету Ради Міністрів СРСР.
У січні 1961 — лютому 1965 року — голова Цілинного крайового виконавчого комітету Казахської РСР.
17 лютого 1965 — 2 лютого 1973 року — міністр сільського господарства СРСР.
У квітні 1973 — лютому 1980 року — надзвичайний і повноважний посол СРСР в Чехословаччині.
З 1980 року — персональний пенсіонер у місті Москві.

## Нагороди
- чотири ордени Леніна (23.01.1948, 11.01.1957, 14.12.1959, 12.12.1969)
- два ордени Трудового Червоного Прапора (28.08.1944, 14.12.1979)
- орден Жовтневої Революції
- медаль «За трудову доблесть» (25.12.1959)
- медалі